# Jaume Costa
Jaume Vicent Costa Jordá (Valencia, 18 maart 1988) is een Spaans voetballer die doorgaans als linksback speelt. Hij verruilde Valencia CF in juli 2012 voor Villarreal CF.

## Clubcarrière
Costa komt uit de jeugdopleiding van Valencia CF. Hij speelde 71 wedstrijden voor Valencia CF Mestalla. Hij speelde één wedstrijd in de hoofdmacht, in het toernooi om de UEFA Europa League. Tijdens het seizoen 2009/10 verhuurde Valencia Costa aan Cádiz CF, waarmee hij degradeerde hij de Segunda División A. In 2010 verkaste hij naar Villarreal CF, waar hij in eerste instantie bij het tweede elftal aansloot. Op 4 maart 2012 debuteerde hij in het eerste elftal van Villarreal CF, in de Primera División tegen Real Zaragoza.

## Erelijst
| UEFA Europa League | 1x | 2020/21 |

1 Júnior ·
2 Costa ·
3 Albiol  ·
4 Bailly ·
5 Kambwala ·
6 Suárez ·
7 Moreno ·
8 Foyth ·
10 Parejo ·
11 Akhomach ·
12 Bernat ·
13 Conde ·
14 Comesaña ·
15 Barry ·
16 Baena ·
17 Femenía ·
18 Gueye ·
19 Pépé ·
20 Terrats ·
21 Pino ·
22 Pérez ·
23 Cardona ·
24 Pedraza ·
31 Álvarez ·
Coach: Marcelino